# Кундская культура
Кундская культура — мезолитическая культура VIII—V тысячелетий до нашей эры, распространённая на территории восточной Прибалтики от Польши до Ленинградской области и южной Финляндии. Названа по г. Кунда в Эстонии.
Развилась на базе свидерской культуры. Пуллиское поселение кундской культуры считается следом древнейшего пребывания человека на территории, принадлежащей сейчас Эстонии. На территории Белоруссии известно три поселения, два в Полоцком районе и одно — в Верхнедвинском.
Представители культуры часто использовали для производства инструментов и оружия рога и кости, что было обусловлено редкими месторождениями кремня в регионе. Мёртвых хоронили в выпрямленном положении в одиночку или группами (иногда в несколько ярусов), часто посыпали трупы охрой и клали к ним орудия труда.
У представителя кундской культуры из Звейниеки (Латвия), жившего ок. 8,3 тыс. л. н., определена митохондриальная гаплогруппа U5a1c. У образцов Zv162 (4470 ± 72 лет до н. э.) и Zv317 (3890 ± 67 лет до н. э.) определена митохондриальная гаплогруппа U4a1. У образца Spiginas4 (6440–6230 лет до н. э) из Литвы определена митохондриальная гаплогруппа U4a2.